# صقر ممدوح
صقر ممدوح العنزي لاعب كرة قدم سعودي ، يلعب كظهير أيسر في نادي الباطن.

## روابط خارجية
- صقر ممدوح على موقع Soccerway.com (الإنجليزية)
- صقر ممدوح على موقع كووورة